# Kirchsee (Preetz)

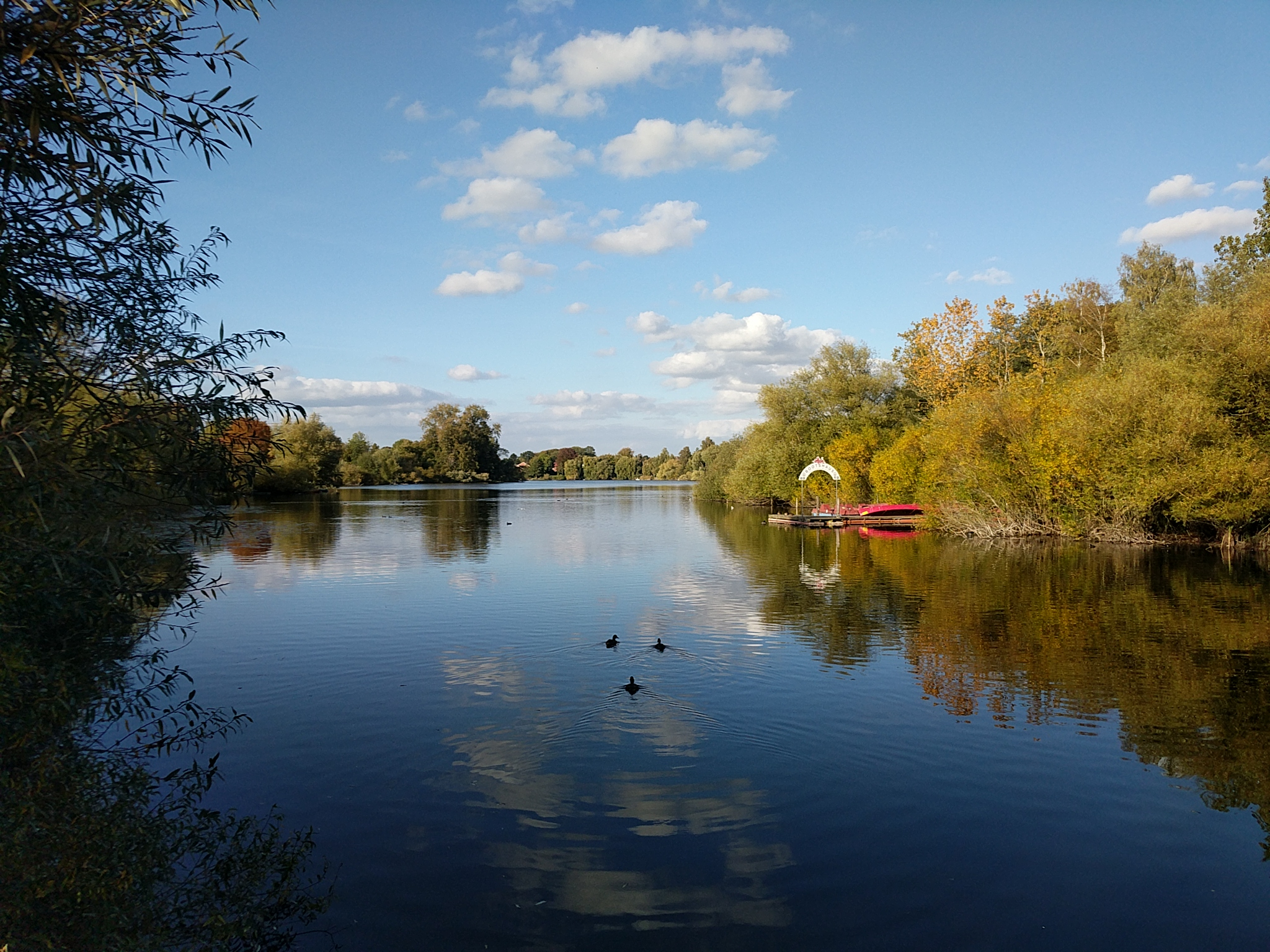
Blick über den Kirchsee von einem Steg in dessen Südwesten (Oktober 2022)

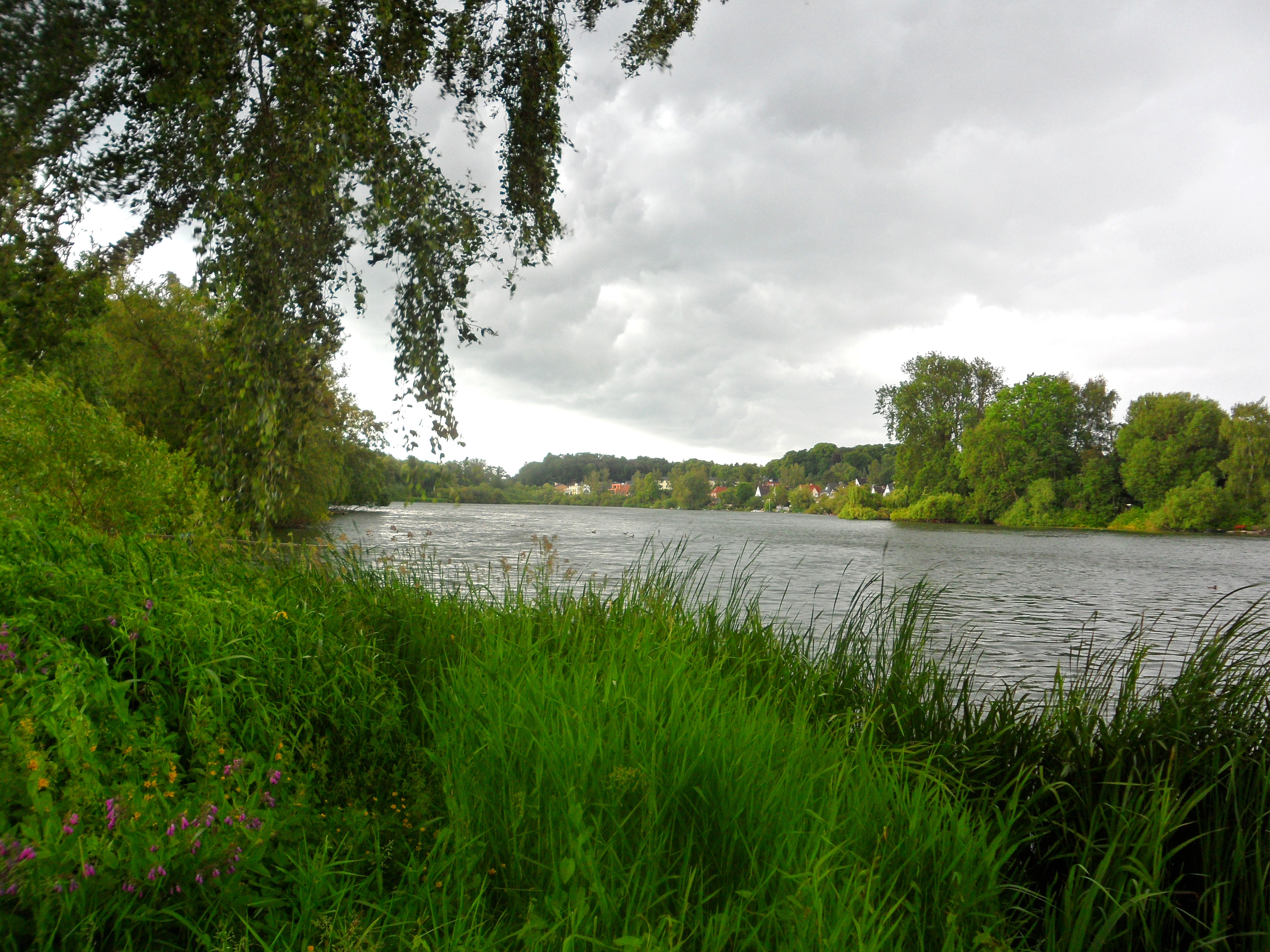
Kirchsee von Nordost

Der Kirchsee ist ein See in der Holsteinischen Schweiz. Er liegt im Preetzer Stadtgebiet im Kreis Plön. Das ursprüngliche Siedlungsgebiet von Preetz und die Innenstadt befinden sich an seinem Westufer. Dort liegt auch die Preetzer Stadtkirche, nach der der See benannt ist. Der Kirchsee wird von der Schwentine durchflossen, die von Süden aus dem Lanker See einströmt. Er ist 10 ha groß, bis zu 6 m tief und liegt etwa 20 m ü. NN. Heute ist der See fast vollständig von Siedlungsfläche umgeben.